# America Radio Network
Das America Radio Network war ein Radio-Network der US-Gewerkschaft United Auto Workers. Das Network existierte von 1996 bis 2004; die Programme wurden US-weit von Radiostationen ausgestrahlt und via Webcast verbreitet. 
Gegründet als United Broadcasting Network wurde es im Jahr 2000 zum America Radio Network. Das Network war während seiner ganzen Existenz ein Zuschussunternehmen. Die letzte Sendung wurde im Februar 2004 für einen Monat ausgestrahlt – einen Monat bevor Air America Radio debütierte. Die Sendungen moderierten Chuck Harder (in den ersten Monaten), Jim Hightower, Mike Malloy, Thom Hartmann und ein Arbeiter-orientiertes Programm des Workers Independent News Service. Daneben wurden Shows  zu unpolitischen Themen wie Haustiere und Heimwerken ausgestrahlt.
Viele der Persönlichkeiten des America Radio Network wechselten später zu Air America oder zum Sirius Left Channel des Sirius Satellite Networks.